# Indian Wells Open 2008 - Qualificazioni singolare maschile
Le qualificazioni del singolare maschile dell'Indian Wells Open 2008 sono state un torneo di tennis preliminare per accedere alla fase finale della manifestazione. I vincitori dell'ultimo turno sono entrati di diritto nel tabellone principale. In caso di ritiro di uno o più giocatori aventi diritto a questi sono subentrati i lucky loser, ossia i giocatori che hanno perso nell'ultimo turno ma che avevano una classifica più alta rispetto agli altri partecipanti che avevano comunque perso nel turno finale.
Le qualificazioni del torneo Indian Wells Open  2008 prevedevano 48 partecipanti di cui 12 sono entrati nel tabellone principale.

## Teste di serie
1. Peter Luczak (primo turno)
2. Chris Guccione (primo turno)
3. Fabio Fognini (ultimo turno)
4. Miša Zverev (primo turno)
5. Robin Haase (Qualificato)
6. Rainer Schüttler (ultimo turno)
7. Florent Serra (Qualificato)
8. Nicolás Lapentti (primo turno)
9. Bobby Reynolds (Qualificato)
10. Amer Delić (primo turno)
11. Tejmuraz Gabašvili (primo turno)
12. Lu Yen-hsun (Qualificato)

1. Paul Capdeville (Qualificato)
2. Robert Kendrick (ultimo turno)
3. Igor' Kunicyn (Qualificato)
4. Kevin Anderson (ultimo turno)
5. Wayne Odesnik (Qualificato)
6. Kei Nishikori (Qualificato)
7. Ryan Sweeting (primo turno)
8. Rik De Voest (Qualificato)
9. Santiago Giraldo (Qualificato)
10. Stéphane Bohli (ultimo turno)
11. Mathieu Montcourt (primo turno)
12. Dušan Vemić (Qualificato)

## Qualificati
1. Igor' Kunicyn
2. Paul Capdeville
3. Wayne Odesnik
4. Dušan Vemić
5. Robin Haase
6. Santiago Giraldo

1. Florent Serra
2. Kei Nishikori
3. Bobby Reynolds
4. Rik De Voest
5. Maks Mirny
6. Lu Yen-hsun

## Tabellone

### Legenda
| - Q = Qualificato - WC = Wild card - LL = Lucky loser | - ALT = Alternate - SE = Special Exempt - PR = Protected Ranking | - w/o = Walkover - r = Ritirato - d = Squalificato |

### Sezione 1
|  | Primo turno | Primo turno   | Primo turno   | Primo turno | Primo turno |  |  | Ultimo turno | Ultimo turno  | Ultimo turno  | Ultimo turno | Ultimo turno |  |
|  |             |               |               |             |             |  |  |              |               |               |              |              |  |
|  |             | Wesley Moodie | Wesley Moodie | 7           | 6           |  |  |              |               |               |              |              |  |
|  | 1           | Peter Luczak  | Peter Luczak  | 65          | 4           |  |  |              | Wesley Moodie | Wesley Moodie | 3            | 2            |  |
|  | 15          | Igor' Kunicyn | Igor' Kunicyn | 6           | 6           |  |  | 15           | Igor' Kunicyn | Igor' Kunicyn | 6            | 6            |  |
|  |             | Jan Hernych   | Jan Hernych   | 1           | 3           |  |  |              |               |               |              |              |  |

### Sezione 2
|  | Primo turno | Primo turno       | Primo turno       | Primo turno | Primo turno |  |  | Ultimo turno | Ultimo turno    | Ultimo turno | Ultimo turno | Ultimo turno |  |
|  |             |                   |                   |             |             |  |  |              |                 |              |              |              |  |
|  |             | Brendan Evans     | Brendan Evans     | 7           | 6           |  |  |              |                 |              |              |              |  |
|  | 2           | Chris Guccione    | Chris Guccione    | 63          | 3           |  |  |              | Brendan Evans   | 7            | 1            | 4            |  |
|  | 13          | Paul Capdeville   | Paul Capdeville   | 6           | 6           |  |  | 13           | Paul Capdeville | 63           | 6            | 6            |  |
|  |             | Jesse Huta Galung | Jesse Huta Galung | 2           | 2           |  |  |              |                 |              |              |              |  |

### Sezione 3
|  | Primo turno | Primo turno    | Primo turno    | Primo turno | Primo turno |  |  | Ultimo turno | Ultimo turno  | Ultimo turno  | Ultimo turno | Ultimo turno |  |
|  |             |                |                |             |             |  |  |              |               |               |              |              |  |
|  | 3           | Fabio Fognini  | 0              | 7           | 6           |  |  |              |               |               |              |              |  |
|  |             | Sam Warburg    | 6              | 62          | 2           |  |  | 3            | Fabio Fognini | Fabio Fognini | 1            | 2            |  |
|  | 17          | Wayne Odesnik  | Wayne Odesnik  | 6           | 6           |  |  | 17           | Wayne Odesnik | Wayne Odesnik | 6            | 6            |  |
|  |             | Dominik Hrbatý | Dominik Hrbatý | 1           | 0           |  |  |              |               |               |              |              |  |

### Sezione 4
|  | Primo turno | Primo turno      | Primo turno | Primo turno | Primo turno |  |  | Ultimo turno | Ultimo turno     | Ultimo turno | Ultimo turno | Ultimo turno |  |
|  |             |                  |             |             |             |  |  |              |                  |              |              |              |  |
|  |             | Scoville Jenkins | 4           | 6           | 6           |  |  |              |                  |              |              |              |  |
|  | 4           | Miša Zverev      | 6           | 3           | 2           |  |  |              | Scoville Jenkins | 4            | 6            | 63           |  |
|  | 24          | Dušan Vemić      | 64          | 6           | 6           |  |  | 24           | Dušan Vemić      | 6            | 3            | 7            |  |
|  |             | Michael McClune  | 7           | 4           | 4           |  |  |              |                  |              |              |              |  |

### Sezione 5
|  | Primo turno | Primo turno             | Primo turno             | Primo turno | Primo turno |  |  | Ultimo turno | Ultimo turno   | Ultimo turno | Ultimo turno | Ultimo turno |  |
|  |             |                         |                         |             |             |  |  |              |                |              |              |              |  |
|  | 5           | Robin Haase             | 6                       | 4           | 7           |  |  |              |                |              |              |              |  |
|  |             | Harel Levy              | 1                       | 6           | 5           |  |  | 5            | Robin Haase    | 6            | 68           | 6            |  |
|  | 16          | Kevin Anderson          | Kevin Anderson          | 6           | 6           |  |  | 16           | Kevin Anderson | 1            | 7            | 4            |  |
|  |             | Konstantinos Economidis | Konstantinos Economidis | 4           | 3           |  |  |              |                |              |              |              |  |

### Sezione 6
|  | Primo turno | Primo turno      | Primo turno      | Primo turno | Primo turno |  |  | Ultimo turno | Ultimo turno     | Ultimo turno     | Ultimo turno | Ultimo turno |  |
|  |             |                  |                  |             |             |  |  |              |                  |                  |              |              |  |
|  | 6           | Rainer Schüttler | Rainer Schüttler | 6           | 6           |  |  |              |                  |                  |              |              |  |
|  |             | Joseph Sirianni  | Joseph Sirianni  | 4           | 2           |  |  | 6            | Rainer Schüttler | Rainer Schüttler | 5            | 5            |  |
|  | 21          | Santiago Giraldo | Santiago Giraldo | 6           | 6           |  |  | 21           | Santiago Giraldo | Santiago Giraldo | 7            | 7            |  |
|  |             | Adrián García    | Adrián García    | 3           | 2           |  |  |              |                  |                  |              |              |  |

### Sezione 7
|  | Primo turno | Primo turno   | Primo turno   | Primo turno | Primo turno |  |  | Ultimo turno | Ultimo turno  | Ultimo turno  | Ultimo turno | Ultimo turno |  |
|  |             |               |               |             |             |  |  |              |               |               |              |              |  |
|  | 7           | Florent Serra | Florent Serra | 7           | 6           |  |  |              |               |               |              |              |  |
|  |             | Jamie Baker   | Jamie Baker   | 68          | 1           |  |  | 7            | Florent Serra | Florent Serra | 6            | 6            |  |
|  |             | Ryan Sweeting | Ryan Sweeting | 7           | 6           |  |  |              | Ryan Sweeting | Ryan Sweeting | 4            | 4            |  |
|  | 19          | Alun Jones    | Alun Jones    | 68          | 2           |  |  |              |               |               |              |              |  |

### Sezione 8
|  | Primo turno | Primo turno       | Primo turno       | Primo turno | Primo turno |  |  | Ultimo turno | Ultimo turno      | Ultimo turno | Ultimo turno | Ultimo turno |  |
|  |             |                   |                   |             |             |  |  |              |                   |              |              |              |  |
|  |             | Frédéric Niemeyer | Frédéric Niemeyer | 6           | 7           |  |  |              |                   |              |              |              |  |
|  | 8           | Nicolás Lapentti  | Nicolás Lapentti  | 3           | 64          |  |  |              | Frédéric Niemeyer | 7            | 5            | 4            |  |
|  | 18          | Kei Nishikori     | 6                 | 4           | 7           |  |  | 18           | Kei Nishikori     | 5            | 7            | 6            |  |
|  |             | Alex Bogdanović   | 4                 | 6           | 5           |  |  |              |                   |              |              |              |  |

### Sezione 9
|  | Primo turno | Primo turno       | Primo turno       | Primo turno | Primo turno |  |  | Ultimo turno | Ultimo turno    | Ultimo turno    | Ultimo turno | Ultimo turno |  |
|  |             |                   |                   |             |             |  |  |              |                 |                 |              |              |  |
|  | 9           | Bobby Reynolds    | Bobby Reynolds    | 6           | 6           |  |  |              |                 |                 |              |              |  |
|  |             | Laurent Recouderc | Laurent Recouderc | 0           | 4           |  |  | 9            | Bobby Reynolds  | Bobby Reynolds  | 7            | 7            |  |
|  | 14          | Robert Kendrick   | 4                 | 6           | 6           |  |  | 14           | Robert Kendrick | Robert Kendrick | 63           | 68           |  |
|  |             | Ivo Klec          | 6                 | 1           | 1           |  |  |              |                 |                 |              |              |  |

### Sezione 10
|  | Primo turno | Primo turno     | Primo turno  | Primo turno | Primo turno |  |  | Ultimo turno | Ultimo turno    | Ultimo turno | Ultimo turno | Ultimo turno |  |
|  |             |                 |              |             |             |  |  |              |                 |              |              |              |  |
|  |             | Dominik Meffert | 6            | 3           | 6           |  |  |              |                 |              |              |              |  |
|  | 10          | Amer Delić      | 2            | 6           | 3           |  |  |              | Dominik Meffert | 6            | 4            | 3            |  |
|  | 20          | Rik De Voest    | Rik De Voest | 6           | 6           |  |  | 20           | Rik De Voest    | 4            | 6            | 6            |  |
|  |             | Lukáš Dlouhý    | Lukáš Dlouhý | 3           | 1           |  |  |              |                 |              |              |              |  |

### Sezione 11
|  | Primo turno | Primo turno        | Primo turno | Primo turno | Primo turno |  |  | Ultimo turno      | Ultimo turno      | Ultimo turno      | Ultimo turno | Ultimo turno |  |
|  |             |                    |             |             |             |  |  |                   |                   |                   |              |              |  |
|  |             | Maks Mirny         | 7           | 65          | 6           |  |  |                   |                   |                   |              |              |  |
|  | 11          | Tejmuraz Gabašvili | 5           | 7           | 4           |  |  | Maks Mirny        | Maks Mirny        | Maks Mirny        | 7            | 7            |  |
|  |             | Mathieu Montcourt  | 1           | 6           | 6           |  |  | Mathieu Montcourt | Mathieu Montcourt | Mathieu Montcourt | 5            | 5            |  |
|  | 23          | Kevin Kim          | 6           | 3           | 4           |  |  |                   |                   |                   |              |              |  |

### Sezione 12
|  | Primo turno | Primo turno    | Primo turno    | Primo turno | Primo turno |  |  | Ultimo turno | Ultimo turno   | Ultimo turno | Ultimo turno | Ultimo turno |  |
|  |             |                |                |             |             |  |  |              |                |              |              |              |  |
|  | 12          | Lu Yen-hsun    | Lu Yen-hsun    | 6           | 6           |  |  |              |                |              |              |              |  |
|  |             | Roman Borvanov | Roman Borvanov | 2           | 1           |  |  | 12           | Lu Yen-hsun    | 6            | 3            | 6            |  |
|  | 22          | Stéphane Bohli | Stéphane Bohli | 6           | 7           |  |  | 22           | Stéphane Bohli | 4            | 6            | 2            |  |
|  |             | Ryan Thacher   | Ryan Thacher   | 4           | 68          |  |  |              |                |              |              |              |  |